# Julien Brellier
Julien Brellier (Échirolles, 10 gennaio 1982) è un ex calciatore francese, di ruolo centrocampista.

## Carriera
Cresciuto nel Montpellier viene acquistato dall'Inter che non gli dà possibilità di giocare e lo gira in prestito prima al Lecco e poi al Legnano.
Nel 2003 è acquistato dal Venezia che dopo una stagione lo manda in prestito alla Salernitana.
Nel 2005 fa un provino con gli scozzesi dell'Heart of Midlothian F.C. che gli offrono un contratto ed un posto da titolare. Dopo due stagioni perde il posto da titolare e passa al Norwich City.
Nel gennaio del 2008 passa al Sion.